# Richard Draeger
Richard Draeger, né le 22 septembre 1937 et décédé le 8 février 2016, est un rameur américain ayant participé aux Jeux olympiques d'été de 1960. Il remporte la médaille de bronze dans l'épreuve du deux barré.

## Palmarès

### Jeux olympiques
- Jeux olympiques de 1960 à Rome,  Italie
  -  Médaille de bronze